# Vallonia allamanica
Vallonia allamanica é uma espécie de gastrópode  da família Valloniidae
É endémica da Alemanha.